# Thyreus orbatus
Thyreus orbatus är en biart som först beskrevs av Amédée Louis Michel Lepeletier 1841.  Thyreus orbatus ingår i släktet Thyreus, och familjen långtungebin. Inga underarter finns listade.

## Utseende
Ett övervägande svart bi med vita fläckar på huvud, mellankropp, bakkropp och ben. På huvudet har arten svart päls just nedanför antennfästena, och vit päls längre ner. Kroppslängden varierar mellan 8 och 10 mm.

## Ekologi
Thyreus orbatus är ett snyltbi, som lägger sina ägg i bon av andra bin, där larven lever av värdlarvens tilltänkta föda, efter det värdägget eller -larven dödats. Som värdar utnyttjar arten pälsbina örtagårdsbi och Anthophora plagiata, eventuellt också Anthophora borealis. Artens habitat följer värdarterna; dock är den en låglandsart, som knappast går högre än 500 m. Arten är inte särskilt specialiserad i sitt födosök, utan hämtar nektar från flera olika blommor. Flygtiden omfattar juli för hanarna, juli till augusti för honorna.

## Utbredning
Utbredningen omfattar Sydeuropa och fläckvis i Mellaneuropa.